# UFC 177
UFC 177: Dillashaw vs. Soto fue un evento de artes marciales mixtas celebrado por Ultimate Fighting Championship el 30 de agosto de 2014 en el Sleep Train Arena en Sacramento, California.

## Historia
El evento estaba encabezado por una pelea por el Campeonato de Peso Gallo entre el actual campeón T.J. Dillashaw y el excampeón de peso gallo de UFC Renan Barão, en lo que será la revancha de UFC 173. Sin embargo, el día del pesaje, Barão tuvo que ser ingresado en el hospital a consecuencia de sus intentos de reducir el peso. Dillashaw se enfrentó al recién llegado a UFC Joe Soto en el evento principal. El oponente de Soto, Anthony Birchak, fue retirado de la tarjeta.
Estaba previsto que la pelea coestelar estuviera protagonizada entre el campeón del peso mosca Demetrious Johnson y Chris Cariaso. Sin embargo, el combate fue aplazado para UFC 178, ocupando esté lugar el combate entre Tony Ferguson y Danny Castillo.
Se esperaba que Justin Edwards se enfrentara a Yancy Medeiros en el evento. Sin embargo, Edwards se retiró del evento en los días previos al evento citando una lesión y fue reemplazado por el debutante Damon Jackson.
Se esperaba que Scott Jorgensen se enfrentara a Henry Cejudo en el evento. Sin embargo, Cejudo se retiró de la pelea el día del pesaje debido a las complicaciones para tratar de reducir el peso.

## Resultados
1. ↑  Por el Campeonato de Peso Gallo de UFC.

## Premios extra
Cada peleador recibió un bono de $50,000.
- Pelea de la Noche: Ramsey Nijem vs. Carlos Diego Ferreira
- Actuación de la Noche: T.J. Dillashaw y Yancy Medeiros